# Большой Атяж
Большой Атяж — деревня в Далматовском районе Курганской области. Входит в состав Кривского сельсовета.

## История
До 1917 года входила в состав Тамакульской волости Камышловского уезда Пермской губернии. По данным на 1926 год состояла из 163 хозяйств. В административном отношении являлась центром Атяжского сельсовета Ольховского района Шадринского округа Уральской области.

## Население
| 1989 | 2002 | 2010 |
| ---- | ---- | ---- |
| 33   | ↘20  | ↘0   |

По данным переписи 1926 года в деревне проживало 767 человек (351 мужчина и 416 женщин), в том числе: русские составляли 100 % населения.